# ÁVT PRESSBURG
Az ÁVT Pressburg  (StEG I 178-270) később MÁV 250-es sorozat, kkStB 14 sorozat egy Engelth-rendszerű szertartályosgőzmozdony-sorozat volt az Államvasút-Társaságnál (ÁVT).

## Történet

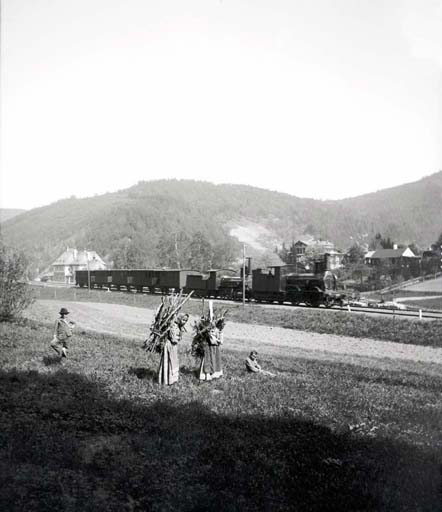
Vonat egy StEG I típusú mozdonnyal Adamov-nál a Brünn–Böhmische Trübau vonalon (1893 körül)

1865-ben a osztrák-magyar Államvasút-Társaság egy új személyvonati mozdonytípus beszerzésével bővítette mozdonyparkját, amit az akkori számozási rendszerében I., később IVe. osztálymegjelöléssel látott el. A típus gyártása nyolc évig tartott, s ezalatt közel 100 példány épült.
A társaság magyar vonalainak 1892-es államosításával együtt az azon szolgáló népes mozdonyparkja is a MÁV állagába került. Az átvett mozdonyok között volt 37 db IVe. osztályú gép is, amelyeket a MÁV TII. osztálymegjelöléssel és 1301 pályaszámmal kezdve be is számozott saját rendszerébe. Az államosítás során a mozdonyok megmaradtak eredeti fűtőházaiknál, így Budapest, Szeged és Temesvár vonzáskörzetében továbbítottak elsősorban személyvonatokat.
Az 1890-es évek végén a MÁV nagy erővel korszerűsítette mozdonyparkját. A megjelenő új építésű mozdonytípusok nemcsak teljesítmény, hanem sebesség vonatkozásában is felülmúlták ezeket a lassan elavulttá váló magánvasúti-eredetű mozdonyokat. Ezért a TII. osztályú gépek egyre alacsonyabb rangú feladatokat kaptak, a vontatásból lassan kiszorultak, majd 1909-ben elkezdődött azok selejtezése.
Az 1911-ben bevezetett új mozdonyszámozási rendszerben a TII. osztályt átkeresztelték 250 sorozatra, és a megmaradt 31 db mozdonyt folytatólagosan 001-031 pályaszámmal látták el.
A mozdonyok folyamatos selejtezése miatt az első világháború végét mindössze négy darab érte meg. Az ekkor már több mint ötvenéves típus utolsó példányát 1924-ben selejtezték.
A mellékelt fotó a StEG IV.e 409-es pályaszámú mozdonyát ábrázolja. 1892-ben a MÁV-nál TII. 1309, majd 1911-től 250,007 pályaszámon üzemelt 1913-as selejtezéséig.
Az ÁVT osztrák vonalainak államosításakor a cs. kir. osztrák Államvasutak (kkStB) a sorozat hozzá került mozdonyait a 14 sorozatba osztotta és beszámozta őket 01-től folytatólagosan 27 pályaszámig. A mozdonyok Bécs környékén és a cseh vonalakon teljesítettek szolgálatot és még 1918 előtt selejtezték őket.

## Műszaki leírás
Ez a típus egy B3 tengelyelrendezésű, azaz két hajtott-, és három futó tengellyel rendelkező normálnyomközű szertartályos mozdony volt. Annak érdekében, hogy az ívekben könnyebben tudjon haladni a jármű, a keréktengelyeket magába foglaló főkeretet (alvázat) középen megosztották, és egy csuklórendszerrel csatlakoztatták egymáshoz. Ennek eredményeként az első, a két hajtott tengelyt rögzítő keretrész mintegy kocsiként húzta maga után a futókerekeket tartalmazó hátsó részt. A beépített gőzkazán 1,74 m² rostélyfelülettel és 132,4 m² összes fűtőfelülettel 9 atm. maximális gőznyomást tudott előállítani. Az így előállított nedvesgőz az ú.n. ikergépezetet táplálta, melynek vezérlését Stephenson rendszerű vezérművel oldották meg. A kor szellemének megfelelően a gőzhengerek nem a mozdonyon kívül , hanem a főkereten belül, a kerekek között lettek elhelyezve. A gőzhengerek belső átmérője 421 mm. A gépezet (szintén a kereten belül) a mozdony második tengelyét hajtotta, amely kerekeinek külső átmérője újszerű állapotban 1598 mm, míg a csukló-rendszer mögötti futókerekek külső átmérője 954 mm volt. Szolgálatkész állapotban 7,9 m³ vizet és 4 m³ szenet vihetett magával, így kiszerelve a legnagyobb tengelynyomása 13,05 tonnát mutatott.
A mozdonyokat a MÁV már nem korszerűsítette. Egyrészt a bonyolult és nagy gondoskodást igénylő csuklós keretrendszere, másrészt a keret közé elhelyezett vezérmű körülményes karbantartása miatt nem tartozott a kedvelt típusok közé. Viszonylag magas engedélyezett sebessége ellenére elavult, alacsony gőznyomást produkáló kazánja miatt a személyvonatok továbbítására már kevésbé felelt meg, ezért a MÁV szakemberei korszerűsítés helyett a selejtezést helyezték előtérbe.

## Fordítás
- Ez a szócikk részben vagy egészben  a   StEG I 178–270 című német Wikipédia-szócikk fordításán alapul.  Az eredeti cikk szerkesztőit annak laptörténete sorolja fel. Ez a jelzés csupán a megfogalmazás eredetét és a szerzői jogokat jelzi, nem szolgál a cikkben szereplő információk forrásmegjelöléseként.